# Havskrusbär
Havskrusbär  (Pleurobrachia pileus) är en kammanet som lever pelagiskt i nästan alla världens hav, men som ibland även kan återfinnas närmare kuster. 

## Kännetecken
Havskrusbär har en närmast rundad kropp, cirka 2,5 centimeter lång, och två långa tentakler. Tentaklerna är mer än dubbelt så långa som kroppen, men är inte alltid synliga i hela sin längd eftersom djuret kan dra in dem i kroppen. Kroppen är genomskinlig, bara svalg och tentakler har en svagt vit eller gulaktig, rosa eller orangeaktig ton. På kroppens utsida har djuret åtta så kallade ciliekammar, rader av fina hårliknande utskott, vilka kan se ut att skimra i olika färger.

## Levnadssätt
Havskrusbär livnär sig på djurplankton som de fångar med sina fint förgrenade, klibbiga men inte giftiga tentakler. Själv kan havskrusbäret ätas av fiskar som sjuryggen och av vissa maneter. 

### Fortplantning
Havskrusbäret är en hermafrodit, det vill säga varje fullvuxen individ är tvåkönad. Befruktning sker genom att djuren samtidigt släpper ut ägg och spermier i vattnet. 